# Royal Mail Ship

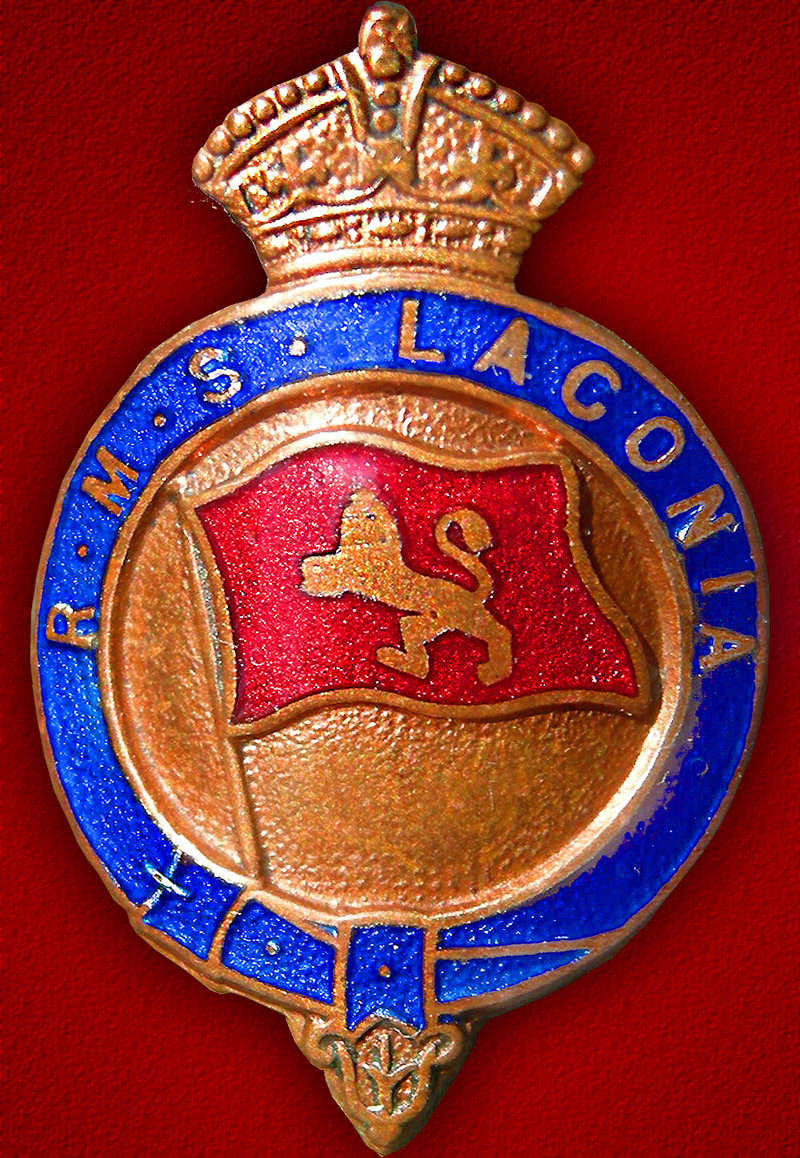
A Laconia hajó RMS-medálja

A Royal Mail Ship angol hajónév prefix, amit rövidítve, RMS formában használtak. A kifejezés királyi postahajót jelent. A rövidítés korábban a Royal Mail Steamer kifejezést jelölte, ami postagőzhajót jelentett. Általában a rövidített forma volt használatban, a hajó neve elé tették, és csak annak a tengerjáró hajónak volt joga használni, amely a Royal Mail brit királyi postavállalattal szerződésben postát szállított.
Az előtagot az 1840-es évektől használta számos vállalat. Szorosan összefonódott ezek közül a Cunard Line nevével, amely számos nagyszabású postai szerződéssel rendelkezett, s amely hagyományosan illesztette hajói elé az RMS-t. A legismertebb RMS hajó minden bizonnyal a Titanic volt.
Gyakorlatilag csak akkor használhatta egy hajó az előtagot, ha ténylegesen postát vitt, egyéb esetben a normál SS (Steamship) rövidítést kellett használnia a neve előtt. Ebből is látszik, hogy az RMS használata tulajdonképpen kitüntetés volt, és az ilyen hajót üzemeltető cégeknek versenyelőnyt jelentett. Azt jelezte, hogy a királyi posta, az egyik legnagyobb tekintéllyel rendelkező intézmény megbízhatónak és megfelelően gyorsnak ítélte az adott hajót. A késésekre a Royal Mail perc-kötbért vetett ki.

## Néhány nevezetes RMS
- RMS Amazon
- RMS Aquitania
- RMS Atlantic
- RMS Britannic
- RMS Carpathia
- RMS Empress of Ireland
- RMS Laurentic
- RMS Leinster
- RMS Lusitania
- RMS Mauretania
- RMS Niagara
- RMS Queen Elizabeth
- RMS Queen Elizabeth 2
- RMS Queen Mary
- RMS Queen Mary 2
- RMS Republic
- RMS Tayleur
- RMS Titanic
- RMS Olympic